# Jean-Baptiste Tourteau de Septeuil
Pour les articles homonymes, voir Tourteau et Septeuil.
Jean-Baptiste Tourteau, baron de Septeuil, né en 1754 et mort en 1812 à Paris, est l'un des premiers valets de chambre de Louis XVI.

## Biographie

### Famille
Jean-Baptiste Tourteau de Septeuil est né en 1754. Il est le fils de Jean-Louis Tourteau de Septeuil (1725-1784), receveur général des finances de Lyon et de sa femme, Marie-Anne Étienne.
Veuf, son père se remarie avec Marie Coste et a un autre fils, Jean-Louis Tourteau, marquis d'Orvilliers, qui est fait pair de France par Louis XVIII.

### Carrière
En 1780, il succède à Gérard Binet de Marchais au quartier de printemps en tant que premier valet de chambre de Louis XVI.
Le 4 septembre 1783, il devient receveur général des finances de Champagne.
Avec la Révolution qui survient, il est nommé trésorier général de la liste civile. Il conserve sa charge de premier valet de chambre jusqu'en 1792. Il est le seul de ses collègues à échapper aux arrestations d'août. Il émigre en Angleterre peu de temps après, tandis que sa femme reste en France.

### Mariage et descendance
Le 27 février 1786, il épouse à Paris Angélique Pignon (1770-1825), dont il a trois enfants :
- Achille Tourteau (1787-1861), comte de Septeuil, marié en 1824 avec Constance Le Roy de Mondreville (1780-1851) puis en 1851 avec Horatia Capel (1800-1864) ;
- Antoinette Tourteau (1788-1809), mariée en 1805 avec Claude de Forbin de Janson (1783-1849) ;
- Constance Tourteau (1791-1865), mariée en 1808 à Charles du Bouëxic de Pinieux (1779-1851).

## Titres
- Baron de Septeuil (1784-1812).

## Armoiries
| Figure                                | Blasonnement                                                        |
| ------------------------------------- | ------------------------------------------------------------------- |
| Armoiries de la branche d'Orvilliers. | D'azur à la tour d'or, sommée de deux colombes affrontées d'argent. |

## Articles liés
- Premier valet de chambre